# معتز بن عامر
معتز بن عامر (عربی: معتزمحمدعلي بن عامر؛ زادهٔ ۱۹۸۱) بازیکن فوتبال اهل لیبی بود.
از باشگاه‌هایی که در آن بازی کرده‌است می‌توان به باشگاه ورزشی الاهلی اشاره کرد.
وی همچنین در تیم ملی فوتبال لیبی بازی کرده‌است.